# Сасинек, Франтишек Витязослав
Франтишек Витязослав Сасинек (словац. František Víťazoslav Sasinek; 11 декабря 1830 года, Скалица — 17 ноября 1914 года, Грац) — словацкий историограф второй половины XIX века, публицист, католический священник. Псевдонимы: Франко Хвойницкий (Franko Chvojnický, Отец Виктор (Pater Victor), Сиротин В. (Sirotin V.), Скальницкий (Skalnický), Словакович (Slovákovič).

## Семья
- отец: Франтишек Сасинек.
- мать: Анна, урождённая Тиха.

## Биография
Окончил гимназию в г. Скалице и в Сольноке, в 1846 году был принят в орден капуцинов, позднее изучал философию в городах Тата и Братислава, богословие в Шайбзе (Нижняя Австрия) и Братиславе. В 1853 году рукоположен в сан священника города Дьёр, в 1866 году в Пражском университете сдал экзамен на звание доктора теологии. Работал профессором и проповедником в Тате, Братиславе, Эстергоме , Буде. В 1864 году был изгнан из Ордена капуцинов, 11 июля 1864 года епископ Штефан Мойзес принял его в банскобистрицкую епархию, где Сасинек стал преподавателем богословского семинара и проповедником. С 1856 года являлся хранителем книг и коллекций Матицы словацкой, временно находившихся в городе Банска-Бистрица. С 1868 года занимал должность епархиального ординара.
Сасинек — самый плодовитый словацкий историк второй половины 19 века. Он проанализировал ранний период истории Словакии и словаков, тему святых Кирилла и Мефодия и Великой Моравии, Венгерской империи и историю Чехии. Будучи учителем, Сасинек написал несколько учебников, которые использовались в религиозных школах. Писал религиозные труды, оперы, трагедии, хвалебные стихи, рассказы и очерки, проводил исследования, посвящённые религии, истории и национальному возрождению, на основе которых писал статьи. Несмотря на то, что его историографические работы отмечены духом романтизма, они содержат много недостатков и сомнительных выводов. В период мадьяризации они сыграли положительную роль. Особого внимания заслуживает и его редакторская, архивная и издательская деятельность. Сасинек также выпустил сборник шуток, анекдотов, смешных историй и загадок. В 1869 году, после смерти Мойзеса, Сасинек занимал должность секретаря Матицы словацкой, в городе Мартине. В 1870 году Сасинек был членом-корреспондентом Королевского научного общества; Сасинек — почётный гражданин города Стара-Тура.

## Творчество
- Dejiny drievnych národov na území terajšieho Uhorska, Skalica, 1867
- Dejiny počiatkov terajšieho Uhorska, Skalica, 1868
- Dejiny kráľovstva Uhorského, 2/1., Martin, 1871
- Dejepis všeobecný a zvláštny Uhorska, svetský a náboženský, Viedeň, 1871
- Archív starých česko-slovenských listín, písomností a dejepisných pôvodín pre dejepis a literatúru Slovákov 1-2, Martin, 1872-1873
- Sv. Method a Uhorsko, Martin, 1884
- Arpád a Uhorsko, Martin, 1884
- Záhady dějepisné, 1-4, Praha, 1886-1887
- Dejiny Slovákov, Ružomberok, 1895
- Slováci v Uhorsku, Martin, 1904